# Andrea Graziosi
Andrea Graziosi (né le 19 janvier 1954 à Rome) est un historien et universitaire italien.

## Biographie
Professeur d'histoire à la faculté de sciences politiques de l'Université de Naples Frédéric II Andrea Graziosi est également chercheur associé au Davis Center de l'Université Harvard et au Centre d’études des mondes russe, caucasien et centre-européen (CERCEC) de l'École des hautes études en sciences sociales. Spécialiste de l'Union soviétique et de l'Ukraine, il est l'auteur de nombreux travaux notamment consacrés à la collectivisation, l'Holodomor ukrainien et la Grande Terreur de 1937-1938.
Il consacre ses recherches à différents aspects de l'histoire de l'Union soviétique et du stalinisme, dans la perspective plus large du cycle de violences constitué par « Grande Guerre européenne » qui s'ouvre par la défaite de l'Empire russe face au Japon en 1905, et s'achève par l'écroulement du stalinisme et l'affirmation du Tiers monde en 1956. À la suite de soviétologues comme Moshe Lewin, il s'attache à mettre en question la pertinence du concept de totalitarisme pour expliquer des phénomènes tels que le stalinisme, le fascisme ou le nazisme.
Dans ses publications traitant des famines soviétiques de 1931-1933 et de l'Holodomor ukrainien,,, Andrea Graziosi cherche à dépasser les divergences entre les historiens qui considèrent que la famine ukrainienne de 1932-1933 a été délibérément organisée par le pouvoir soviétique contre la paysannerie ukrainienne (James Mace, Robert Conquest) et ceux qui la réintègrent dans la perspectives plus large des famines du début des années 1930, analysées comme le résultat non désiré, mais assumé, de politiques agricoles de collectivisation des terres et de réquisition des stocks au bénéfice  d'une industrialisation accélerée (Mark Tauger, Stephen Wheatcroft).
Partageant avec des nuances les approches méthodologiques de Nicolas Werth, Andrea Graziosi considère en premier lieu que l'Holodomor doit être effectivement replacé dans le contexte des autres famines soviétiques qui frappent au même moment des régions du Nord-Caucase (le Kouban), du Kazakhstan, de la Sibérie occidentale, de l'Oural, de la région de la Volga (moyenne et basse) et celle des Terres noires. Il considère en second lieu que ces famines n'étaient pas initialement voulues par le pouvoir soviétique.
Cependant, il analyse la famine ukrainienne comme un cas spécifique de génocide en contradiction, quant à son absence d'intentionnalité, avec la définition internationale de ce terme, votée par l'ONU le 9 décembre 1948 : art. 2 (Charte sur le terme de génocide). Selon lui, la violence particulière de la campagne de réquisitions en Ukraine, les déportations massives, dont celle des élites intellectuelles, et le coup d'arrêt brutal imposé par le pouvoir au plus fort de la famine à la politique d'ukrainisation des années 1920 (soutien de la langue ukrainienne, promotion de cadres bolcheviks d'origine ukrainienne en République socialiste soviétique d'Ukraine, dont les dirigeants seront les seuls, en 1932, à oser s'opposer à la collectivisation et en paieront le prix) sont autant de signes d'une instrumentalisation de la famine par Staline en vue de briser le nationalisme ukrainien.
Pour Andrea Graziosi, l'Holodomor est cependant très différent de la Shoah : « Il ne se proposait pas l’extermination de la nation ukrainienne tout entière, il ne reposa pas sur le meurtre direct des victimes, il fut motivé et élaboré théoriquement et politiquement — peut-on dire « rationnellement » ? — et non pas sur des bases ethniques et raciale. »

## Principaux ouvrages et articles
- (en) The Great Soviet Peasant War. Bolsheviks and Peasants, 1918-1934, Cambridge, Harvard University Press, 1996.
- (it) Guerra e rivoluzione in Europa, 1905-1956, Bologne, 2001.
- [PDF] Les famines soviétiques de 1931-1933 et le Holodomor ukrainien, Cahiers du monde russe, no 46/3, 2005.
- (it) L’Urss di Lenin e Stalin. Storia dell’Unione sovietica, 1914-1945, Bologne, 2007 (Éd. française, Histoire de l’Union soviétique, Paris, PUF, 2010).
- (it) L’Urss dal trionfo al degrado. Storia dell’Unione sovietica, 1945-1991, Bologne, 2008 (Éd. française, Histoire de l’Union soviétique, Paris, PUF, 2010).
- Histoire de l'URSS, 1914-1945, Presses universitaires de France, collection « Nouvelle Clio », Paris, 2010 , 559 p.  (ISBN 978-2-13-0518136).Traduction des deux ouvrages précédents, réunis en un volume.
- Lettres de Kharkov - La famine en Ukraine 1932 - 1933, Editions Noir sur Blanc, 2013  (ISBN 9782882503183)